# Pierre-Loup Rajot
Pierre-Loup Rajot est un acteur, réalisateur, producteur, distributeur, éditeur et scénariste français, né le 9 février 1958 à Ambert (Puy-de-Dôme).

## Biographie
Après des études en sciences et techniques de l’environnement à l'université de Jussieu à Paris, il se destine au théâtre. Il suit les cours de Francis Huster au cours Florent et au théâtre des Amandiers avec Pierre Romans et Patrice Chéreau. Finalement, à la suite de sa rencontre avec Maurice Pialat pour qui il joue dans À nos amours grâce au directeur de casting Dominique Besnehard, il fait carrière au cinéma, au théâtre et ensuite à la télévision.
Il joue un des principaux rôles de la série télévisée R.I.S Police scientifique.
Il crée la société Ululato (anciennement « Calm » (« Comme à la maison »)), qui produit et distribue le film Ceci est mon corps de Jérôme Soubeyrand, prix du public au Fifigrot, prix du public aux journées Henri Langlois, coup de cœur du festival du film francophone d'Angoulême (2016). Ululato a pour gérant Jean-Louis Langlois et produit le moyen métrage Lost in meditation de Charles Castella avec Catherine Mouchet, le long-métrage expérimental La Lugagne réalisé par Pierre-Loup Rajot, distribue le film Bayiri, La Patrie de Pierre Yameogo, produit et réalise le documentaire Sculptures (très) éphémères Automne-Hiver sur le sculpteur Laurent Gardet, le documentaire Une semaine en Mauritanie et le documentaire Musicien. Puis une comédie (avec Jean-Luc Porraz, Délia Espinat Dief, Célia Catalifo, Gigi Ledron, Aurélien Chaussade, Jacob Porraz) : Qui l'eût cru ?, réalisé tout en visioconférence pendant le premier confinement.[réf. nécessaire] Pierre-Loup Rajot termine en 2024 le documentaire La Voix De Garage (2024) sélectionné au festival du film francophone d'Angoulême.

## Filmographie

### Cinéma
- 1983 : La Scarlatine de Gabriel Aghion
- 1983 : Garçon ! de Claude Sautet
- 1983 : À nos amours de Maurice Pialat
- 1984 : Souvenirs, Souvenirs d'Ariel Zeitoun
- 1984 : Zacharius de Claude Grinberg
- 1985 : L'Été prochain de Nadine Trintignant
- 1985 : Bras de fer de Gérard Vergez
- 1985 : Bâton Rouge de Rachid Bouchareb
- 1986 : Nuit magique (clip de la chanson de Catherine Lara) de Fina Torres
- 1986 : La Galette du roi de Jean-Michel Ribes
- 1986 : Cent Francs l'amour de Jacques Richard
- 1988 : La Nuit bengali de Nicolas Klotz
- 1988 : Les Guérisseurs de Sidiki Bakaba
- 1989 : Jour après jour d'Alain Attal
- 1989 : Coupe franche de Jean-Pierre Sauné
- 1990 : Demain est un autre jour court-métrage de Danilo Catti
- 1990 : Lily veut qu'on l'aime court-métrage d'Anne Roussel
- 1990 : Week-end court-métrage de Stéphan Carpiaux
- 1991 : Boulevard des hirondelles de Josée Yanne
- 1991 : Valentino ! I Love You court-métrage de Jean-François Chiron et Jean-Paul Husson
- 1991 : Cheb de Rachid Bouchareb
- 1992 : La Nuit de l'océan d'Antoine Perset
- 1994 : À Clara court-métrage de Diane Pierens
- 1995 : Le Bus court-métrage de Jean-Luc Gaget
- 1995 : La Poudre aux yeux de Maurice Dugowson
- 1995 : Au petit Marguery de Laurent Bénégui
- 1996 : Les Frères Gravet de René Féret
- 1998 : La Revanche de Lucy de Janusz Mrozowski
- 1998 : Les Corps ouverts court-métrage de Sébastien Lifshitz
- 1999 : La Nouvelle Ève de Catherine Corsini
- 1999 : Nos vies heureuses de Jacques Maillot
- 2000 : Photo de famille de Xavier Barthélemy
- 2000 : Voyous Voyelles de Serge Meynard
- 2000 : Drôle de Félix d'Olivier Ducastel et Jacques Martineau
- 2001 : Le Puits court-métrage de Gabriel Le Bomin
- 2001 : La Répétition de Catherine Corsini
- 2002 : Tu devrais faire du cinéma de Michel Feller
- 2003 : Moi et mon blanc de Pierre Yameogo
- 2003 : C'est mieux comme ça court-métrage de Bruno Predebon
- 2004 : Quand je serai star de Patrick Mimouni
- 2005 : Villa corpus court-métrage de Sébastien Bailly
- 2006 : Exes de Martin Cognito
- 2008 : Nés en 68 d'Olivier Ducastel et Jacques Martineau
- 2010 : L'Arbre et la Forêt d'Olivier Ducastel et Jacques Martineau
- 2010 : Toutes les filles pleurent de Judith Godrèche
- 2014 : Ceci est mon corps de Jérôme Soubeyrand
- 2016 : La Dormeuse Duval de Manuel Sanchez

### Télévision
- 1987 : La Croisade des enfants de Serge Moati (téléfilm en deux parties)
- 1988 : Morte fontaine de Marco Pico
- 1988 : Histoire d'ombres de Denys Granier-Deferre
- 1989 : Riot gun de Philippe Triboit
- 1989 : Femme de voyou de Georges Birtchansky
- 1989 : Le Gang des tractions (série télévisée) de Josée Dayan et François Rossini
- 1991 : Séparément vôtre de Michel Boisrond
- 1992 : Abus de confiance de Bernard Villiot
- 1996 : Quartier libre de Philippe Venault
- 1996 : La Nuit rouge de Serge Meynard
- 1996 : L'Enfant d'Israël de Franck Appréderis
- 1998 : La Clef des champs de Charles Nemes (série télévisée)
- 2000 : La Bicyclette bleue de Thierry Binisti
- 2000 : Signe de vie de Vincent Martorana
- 2001-2003 : Action Justice (série télévisée)
- 2002 : Jean Moulin d'Yves Boisset
- 2005-2010 : RIS police scientifique (série télévisée)
- 2008 : Nés en 68 d'Olivier Ducastel et Jacques Martineau
- 2008 : Drôle de Noël de Nicolas Picard-Dreyfuss
- 2010 : Berlin 1885, la ruée sur l'Afrique de Joël Calmettes
- 2020 : La Garçonne de Paolo Barzman

### Réalisateur ou producteur

#### Réalisateur
- 1996 : Jeunes Gens
- 2004 : Personnes en danger (court métrage)
- 2008 : Testostérone
- 2013 : Dans sa bulle
- 2013 : Sculptures (très) éphémères été
- 2014 : Ritornu avec les enfants de Balba (Haute Corse)
- 2015 : À la pêche
- 2016 : Moi-Je
- 2018 : La Lugagne
- 2018 : Sculptures (très) éphémères automne-hiver
- 2019 : Une semaine en Mauritanie
- 2020 : Musicien
- 2021 - 2022 : Qui l'eût cru ?
- 2023 -2024 : La voix de garage

#### Producteur - Distributeur
- 2015 : Sous X de Sébastien Gabriel
- 2015 : La Bien Aimée de Stef Gotkovski
- 2016 : Ceci est mon corps de Jérôme Soubeyrand
- 2016 : Je veux être actrice de Frédéric Sojcher
- 2017 : Bayiri, la Patrie de Saint Pierre Yaméogo

### Clip
- 1986 : Nuit magique de Catherine Lara : le prostitué

## Théâtre

### Comédien
- 1986 : L'Avare de Molière, mise en scène Roger Planchon, TNP Villeurbanne, Théâtre Mogador, avec Michel Serrault, Annie Girardot, Jacques Boudet, Sylvie Orcier, Philippine Leroy-Beaulieu...
- 2002 : Souviens-toi de m'oublier de Yasmine Char au  Studio des Champs-Élysées

### Metteur en scène
- 1990 : 3 spectacles de Tom Novembre au Splendid, au théâtre Grévin, au Palais des glaces, au Théâtre La Bruyère
- 1995 : Scénographie des Enfoirés pour les Restos du cœur au Zénith de Paris
- 2001 : Oblomov d'Ivan Gontcharov pièce de Jean-Philippe Weiss au théâtre du Vieux Quartier (ou théâtre Montreux Riviera) à Montreux
- 2003 : Un fils de notre temps d'Ödön von Horváth au théâtre Lucernaire
- 2007 : 37 ans d'Antoine Herbez au Théâtre Essaïon et au Théâtre du Vieux Quartier (ou théâtre Montreux Riviera) à Montreux
- 2008 : La Partition au Théâtre Le Ranelagh et au théâtre Montreux Riviera à Montreux
- 2009 : À la vie ! de Jean-Louis Milesi, adapté du scénario À la vie, à la mort ! de Jean-Louis Milesi et Robert Guédiguian, théâtre Mouffetard et au théâtre Montreux Riviera à Montreux
- 2023 : Qui a fait quoi ? d'Olivier Daniel à La BOM (Bibliothèque d'Objets Montreuilloise) (Cours Ululato)
- 2024 : Ô la belle vie ! Florilège de textes à La BOM (Bibliothèque d'Objets Montreuilloise) (Cours Ululato)
- 2024 : Sans désemparer d'Isabelle Habiague adaptée du roman Courir dans les bois sans désemparer de Sylvie Aymard à la SACD

## Distinctions
- César 1985 : César du meilleur espoir masculin pour Souvenirs, Souvenirs